# سلوکیه، حماة
سلوکیه (به عربی: سلوکیة) یک روستا در سوریه است که در ناحیه جب رمله واقع شده‌است. سلوکیه ۷۷۳ نفر جمعیت دارد.